# Lucas Foresti
Pour les articles homonymes, voir Foresti.
Lucas Foresti (né le 12 mai 1992 à Brasilia) est un pilote automobile brésilien.

## Carrière
- 2008 : Formule BMW USA 13e
- 2009 : Formule 3 sudaméricaine 3e avec 1 pole position, 1 victoire, 7 podiums et 1 meilleur tour.
- 2010 : Toyota Racing Series 8e et Championnat de Grande-Bretagne de Formule 3.
- 2010 : Championnat de GP3 Series 2010, avec l'écurie Carlin Motorsport